# Janette Husárová
Janette Husárová, född 4 juni 1974 i Bratislava, dåvarande Tjeckoslovakien, är en slovakisk högerhänt professionell tennisspelare med stora framgångar i dubbel.

## Tenniskarriären
Janette Husárová blev professionell spelare 1991. Hon har hittills (juli 2008) inte vunnit någon singeltitel på WTA-touren men fyra i ITF-arrangerade turneringar. Större framgångar har hon haft i dubbel med olika partners. Hon har vunnit 24 WTA- och 11 ITF-titlar i dubbel. Som bäst rankades Husárová som nummer 31 i singel (januari 2003) och som nummer 3 i dubbel (april 2003). Hennes främsta dubbelmerit är seger i WTA Tour Championships 2002 tillsammans med Jelena Dementieva. Med Dementieva nådde hon också finalen i US Open 2002, som de dock förlorade mot Virginia Ruano Pascual/Paola Suarez.
Janette Husárová deltog i det slovakiska Fed Cup-laget 1994, 1998, 2002-04 och 2007. Tillsammans med Daniela Hantuchová deltog hon i det slutsegrande slovakiska laget 2002.

## Spelaren och personen
Janette Husárovás favoritunderlag är grus. Hennes främsta vapen är forehand. 
Förutom tennis gillar Husárová fotboll och ishockey.         

## WTA-titlar
- Dubbel
  - 2007 - Auckland (med Paola Suarez)
  - 2006 - Palermo, Budapest (båda med Michaela Krajicek)
  - 2005 - Tokyo [Pan Pacific] (med Jelena Likhovtseva)
  - 2004 - Dubai (med Conchita Martinez), Estoril (med Emmanuelle Gagliardi), Linz (med Jelena Likhovtseva)
  - 2002 - WTA Tour Championships (med Jelena Dementieva), Doha (med Arantxa Sánchez Vicario), Berlin, San Diego, Moskva (alla med Jelena Dementieva), Luxemburg (med Kim Clijsters)
  - 2001 - Guldkusten (med Giulia Casoni), Bogotá, Budapest, Palermo (alla med Tathiana Garbin)
  - 2000 - Warszawa (med Tathiana Garbin)
  - 1998 - Bogotá (med Paola Suarez)
  - 1997 - Auckland (med Dominique Van Roost)
  - 1996 - Palermo (med Barbara Schett), Styria (med Natalia Medvedeva).

### Webbkällor
- WTA, spelarprofil